# Rotz & Wasser (Album)
Rotz & Wasser ist das sechste Studioalbum des deutschen Hip-Hoppers, Rappers und Sängers Alligatoah. Es erschien am 25. März 2022.

## Entstehung
Text und Musik entstand auf Alligatoahs Reisen. Zu seiner minimalistischen Ausrüstung gehörte ein Tascam 464 Portastudio Kassettenrekorder, dessen vier Spuren er für Stimme, Gitarre, Bass und Drums verwendete. Die Skizzen zur ersten Hälfte der Lieder des Albums fertigte Alligatoah 2019 in einem kleinen Bergdorf in Slowenien an. Bei seiner Reise mit Kajak und Zelt an die Dordogne schrieb er etwa die Hälfte der Texte des Albums. In der Nähe des spanischen Ortes Ronda schrieb er weitere Lieder und veröffentlichte 2020 das Lied Merch. Nach seinem Zwischenstopp in Tarifa schrieb er auf Madeira im Tipi die letzten Texte. An einem von Touristen überlaufenen Wasserfall fand er dort auch den Drehort zur ersten Single Mit dir schlafen. Beim Dreh der sechs Musikvideos kam unkonventionelle Technik zum Einsatz: Je drei Videos wurden mit einer Red Camera und 16-mm-Kamera gedreht.
Am 15. Dezember 2021 kündigte Alligatoah auf sozialen Netzwerken erstmals die Veröffentlichung seines sechsten Studioalbums mit dem Titel Rotz & Wasser für den 25. März 2022 an. Es erschien u. a. als limitierte Vinyl und als CD, die es exklusiv nur auf der Tour zu erwerben gab.

## Titelliste
Rotz & Wasser umfasst 12 Titel. Als Feature ist die österreichische Sängerin Esther Graf bei dem Titel Mit dir schlafen enthalten. Das Album hat eine Gesamtlaufzeit von 43 Minuten und 11 Sekunden.
1. Feinstaub
2. Mit dir schlafen (mit Esther Graf)
3. Dunstkreis
4. Hart vermissen
5. Fuck Rock’n’Roll
6. Unter Freunden
7. Ich hänge
8. Nebenjob
9. Nachbeben
10. Stay in Touch
11. Verloren
12. Nicht adoptiert

Zeitgleich zum Album erschien auf Alligatoahs YouTube-Kanal ein Musikvideo zu Fuck Rock’n’Roll. Dem Vinyl Bundle ist zusätzlich ein T-Shirt sowie ein handsigniertes Zertifikat beigelegt.

## Chartplatzierungen
Rotz & Wasser erreichte in Deutschland Rang zwei der Albumcharts und musste sich lediglich Never Let Me Go von Placebo geschlagen geben. Das Album platzierte sich drei Wochen in den Top 10. Darüber hinaus erreichte das Album drei Wochen die Chartspitze der Hip-Hop-Charts sowie zwei Wochen die Chartspitze der deutschsprachigen Albumcharts. In Österreich erreichte das Album Rang vier und konnte sich neun Wochen in den Charts platzieren. In der Schweiz konnte sich Rotz & Wasser drei Wochen in den Charts platzieren und erreichte mit Rang 18 seine beste Chartnotierung.
Für Alligatoah ist Rotz & Wasser der jeweils vierte Charterfolg in den Albumcharts aller D-A-CH-Staaten. In Deutschland und Österreich ist es zugleich sein viertes Top-10-Album. In den deutschen deutschsprachigen Albumcharts ist es nach Triebwerke und Schlaftabletten, Rotwein V sein drittes Nummer-eins-Album. In den Hip-Hop-Charts ebenfalls das dritte nach Musik ist keine Lösung und Schlaftabletten, Rotwein V.
| ChartsChartplatzierungen | Höchstplatzierung | Wochen |
| ------------------------ | ----------------- | ------ |
| Deutschland (GfK)        | 2 (26 Wo.)        | 26     |
| Österreich (Ö3)          | 4 (9 Wo.)         | 9      |
| Schweiz (IFPI)           | 18 (3 Wo.)        | 3      |

| ChartsJahrescharts (2022) | Platzierung |
| ------------------------- | ----------- |
| Deutschland (GfK)         | 47          |

## Singles
| Jahr | Titel Album                    | Höchstplatzierung, Gesamtwochen, AuszeichnungChartplatzierungen (Jahr, Titel, Album, Platzierungen, Wochen, Auszeichnungen, Anmerkungen) | Höchstplatzierung, Gesamtwochen, AuszeichnungChartplatzierungen (Jahr, Titel, Album, Platzierungen, Wochen, Auszeichnungen, Anmerkungen) | Höchstplatzierung, Gesamtwochen, AuszeichnungChartplatzierungen (Jahr, Titel, Album, Platzierungen, Wochen, Auszeichnungen, Anmerkungen) | Anmerkungen                                           |
| Jahr | Titel Album                    | DE | AT | CH | Anmerkungen                                           |
| --- | ------------------------------ | --- | --- | --- | ----------------------------------------------------- |
| 2021 | Mit dir schlafen Rotz & Wasser | DE67 (2 Wo.)DE | — | — | Erstveröffentlichung: 25. Juni 2021 feat. Esther Graf |
| 2021 | Nebenjob Rotz & Wasser         | DE44 (1 Wo.)DE | — | — | Erstveröffentlichung: 3. September 2021               |
| 2021 | Stay in Touch Rotz & Wasser    | DE71 (1 Wo.)DE | — | — | Erstveröffentlichung: 15. Oktober 2021                |
| 2022 | Nachbeben Rotz & Wasser        | DE24 (4 Wo.)DE | AT49 (1 Wo.)AT | — | Erstveröffentlichung: 7. Januar 2022                  |
| 2022 | Nicht adoptiert Rotz & Wasser  | DE53 (1 Wo.)DE | — | — | Erstveröffentlichung: 11. März 2022                   |
| Folgende Lieder erschienen nicht als Single, wurden aber durch das Album zum Download und Streaming bereitgestellt und konnten somit eine Platzierung erlangen: |                                | | | |                                                       |
| |                                | | | |                                                       |
| 2022 | Fuck Rock’n’Roll Rotz & Wasser | DE83 (1 Wo.)DE | — | — | Charteinstieg: 1. April 2022                          |